# L'albero della maldicenza
L'albero della maldicenza è un film del 1979 diretto da Giacinto Bonacquisti.

## Trama
In un villaggio posto tra le montagne del basso Lazio cinque giovanotti capeggiati dal conte Mario, passano il tempo seduti nella piazzetta, sotto gli alberi detti della maldicenza e spesso rivolgono domande al vecchio Angelomaria. All'arrivo delle elezioni amministrative, il parroco Don Ciccio e la anziana contessa vorrebbero far eleggere come sindaco il giovane conte Mario. Nel corso di un ricevimento dato dalla contessa per la conquista di qualche voto, i giovani e Franco si ubriacano. Così, dopo aver fatto il giro del paese cantando bandiera rossa, Franco muore con la motocicletta di Mario. Scossi dalla tragedia i ragazzi decidono di cambiare abitudini. Mario, rimasto solo ed incerto, inizia a frequentare la sezione del partico comunista.

## Produzione
Il film è stato completamente girato nel 1977 a Collepardo.